# Nico Greetham
Nico Greetham, né le 5 mars 1995, est un acteur et danseur américain. Il a notamment tenu le rôle de Calvin Maxwell dans la série télévisée Power Rangers Ninja Steel et Nick dans le film musical The Prom. Il a été finaliste de la 10e saison de Tu crois que tu sais danser.

## Filmographie

### Cinéma
| Année | Titre             | Rôle             | Remarques     |
| ----- | ----------------- | ---------------- | ------------- |
| 2008  | Inside            | Le garçon à vélo | Non-crédité   |
| 2013  | Marked            | David, jeune     | Court-métrage |
| 2020  | Dinner in America | Derrick          |               |
| 2020  | Birds of Prey     | Goon, jeune      | Non-crédité   |
| 2020  | First Lady        | Max, jeune       |               |
| 2020  | Dramarama         | Oscar            |               |
| 2020  | The Prom          | Nick             |               |

### Séries télévisées
| Année     | Titre                                 | Rôle                   | Remarques                            |
| --------- | ------------------------------------- | ---------------------- | ------------------------------------ |
| 2014      | Hôpital central                       | Co Star                | 1 épisode                            |
| 2015      | Glee                                  | Adrénaline vocale      | 1 épisode                            |
| 2017-2018 | Les Thunderman                        | Co Star                | 2 épisodes, non-crédité              |
| 2017-2018 | Power Rangers Ninja Acier             | Calvin Maxwell         | 44 épisodes                          |
| 2019      | NCIS : Enquêtes spéciales             | Tommy Larson           | 1 épisode                            |
| 2019      | Into the Dark                         | Daniel                 | 1 épisode                            |
| 2021      | American Horror Stories               | Zinn                   | Saison 1, épisode 4                  |
| 2021      | American Horror Story: Double Feature | Cal Cambon             | Rôle principal - Saison 10, partie 2 |
| 2022      | Love, Victor                          | Nick                   | Rôle récurrent saison 3              |
| 2022      | American Horror Stories               | Paul Theodore Winowski | Saison 2, épisode 3                  |

### Télé-réalité
| Année | Titre                       | Remarques  |
| ----- | --------------------------- | ---------- |
| 2013  | Tu crois que tu sais danser | 9 épisodes |